# Kościół św. Michała Archanioła w Mechowie
Kościół św. Michała Archanioła w Mechowie – katolicki kościół filialny zlokalizowany we wsi Mechowo w gminie Pyrzyce, w powiecie pyrzyckim (województwo zachodniopomorskie). Należy do parafii Narodzenia Najświętszej Maryi Panny w Brzesku.

## Historia i architektura
Kościół powstał w XIV wieku. Murowany z cegły, jest budowlą salową, wzniesioną na planie prostokąta. Szczyty zdobione są blendami i zwieńczone sterczynami. Portale i otwory okienne zamknięte są ostrymi łukami. W latach 1738–1739 od strony północno-zachodniej dostawiona została wieża. W 1861 roku przeprowadzono prace remontowe.
Wnętrze kościoła nakrywa wykonane w 1738 roku sklepienie zwierciadlane, pokryte polichromią. W 1937 roku zostało ono poddane restauracji. Nad wejściem znajduje się drewniana empora. W kościele zachowały się dwie zabytkowe płyty nagrobne: z 1380 roku z herbem rodu von Küssow, oraz rycerza Petera von Küssow z 1612 roku. Bogato zdobiona ambona pochodzi z 1604 roku. Zachowała się też granitowa, romańska chrzcielnica. W prezbiterium umieszczone są trzy malowidła, przedstawiające świętych.
Po II wojnie światowej kościół został konsekrowany jako świątynia katolicka w dniu 2 września 1945 roku.

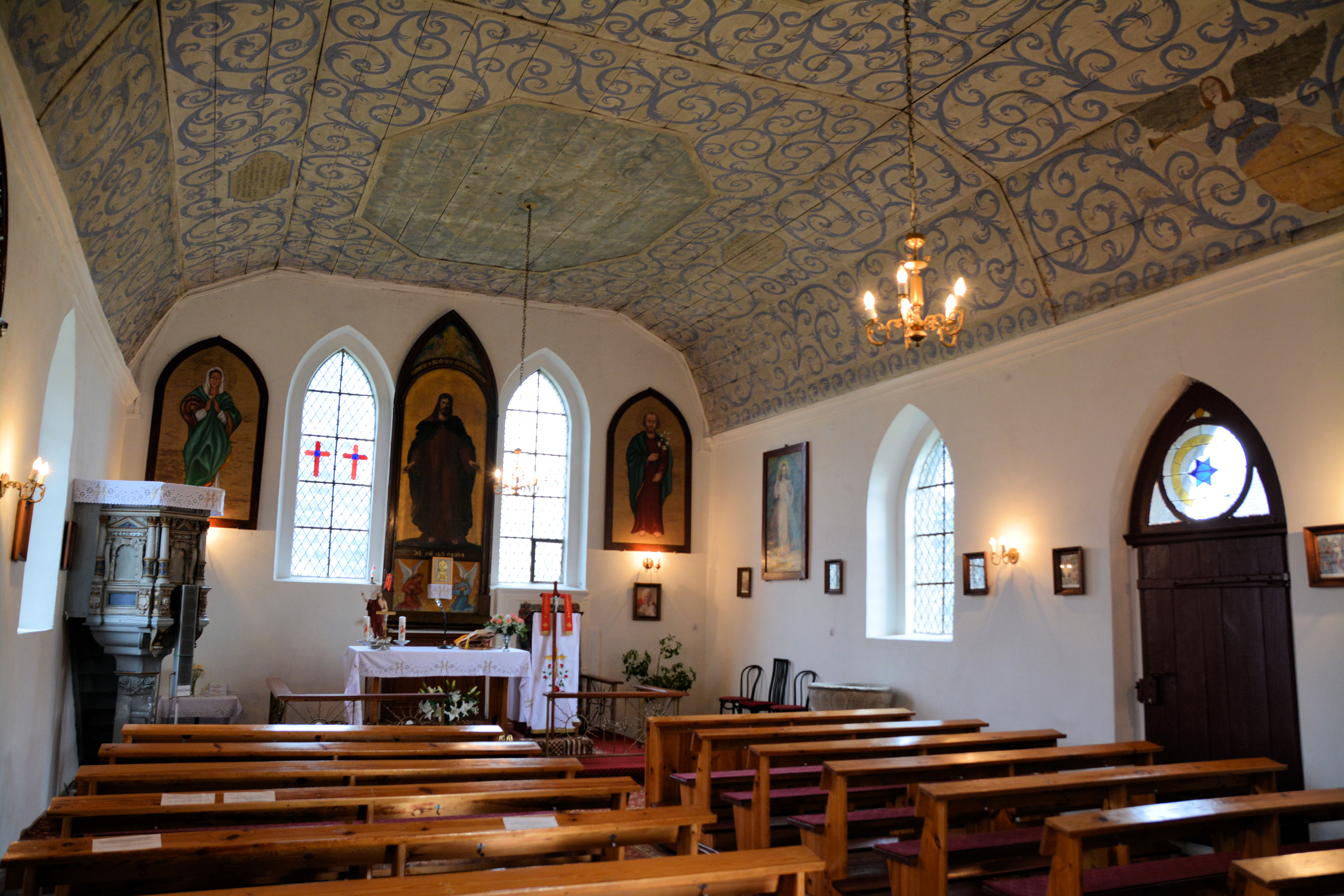
Wnętrze kościoła
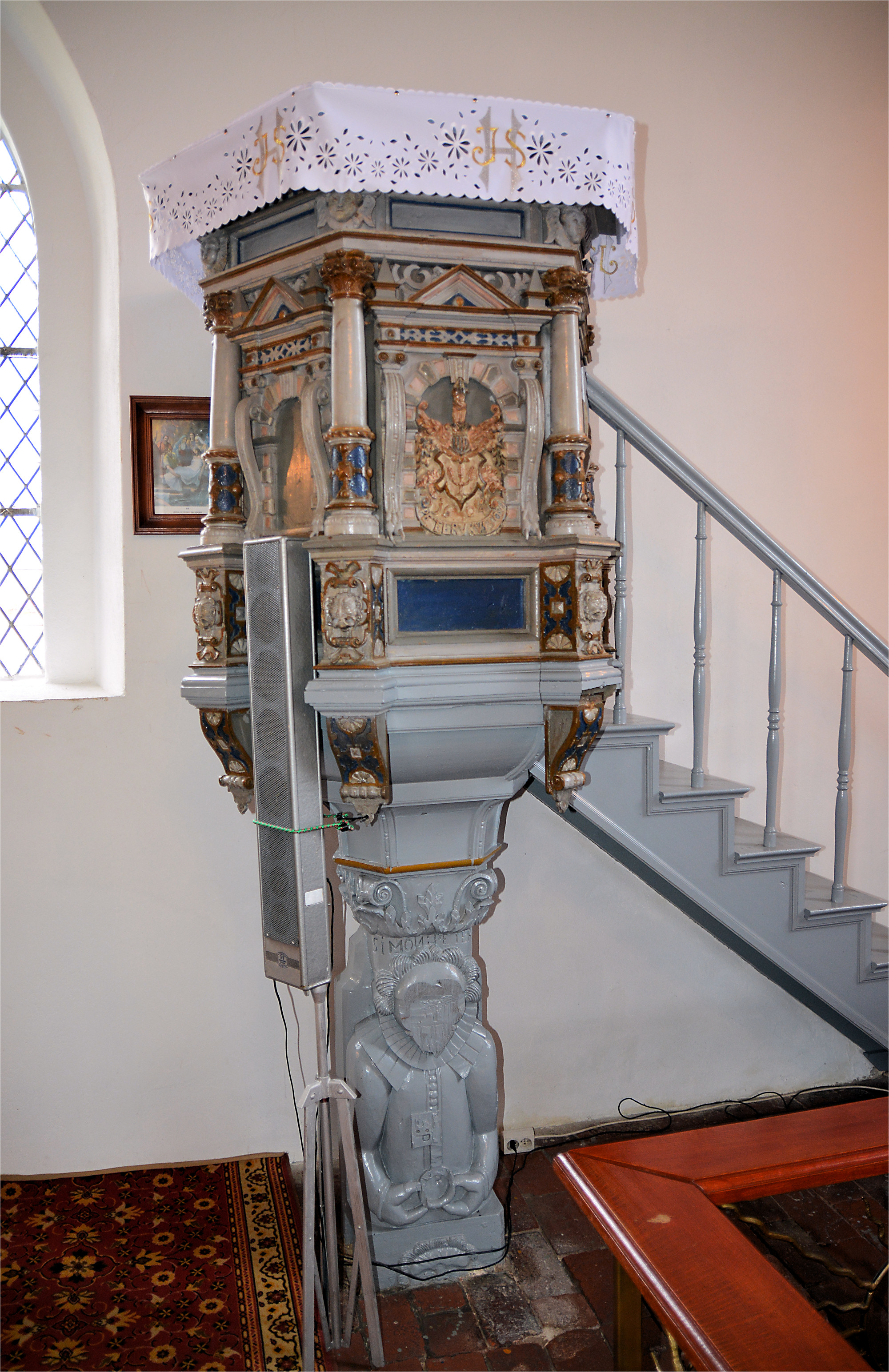
Ambona
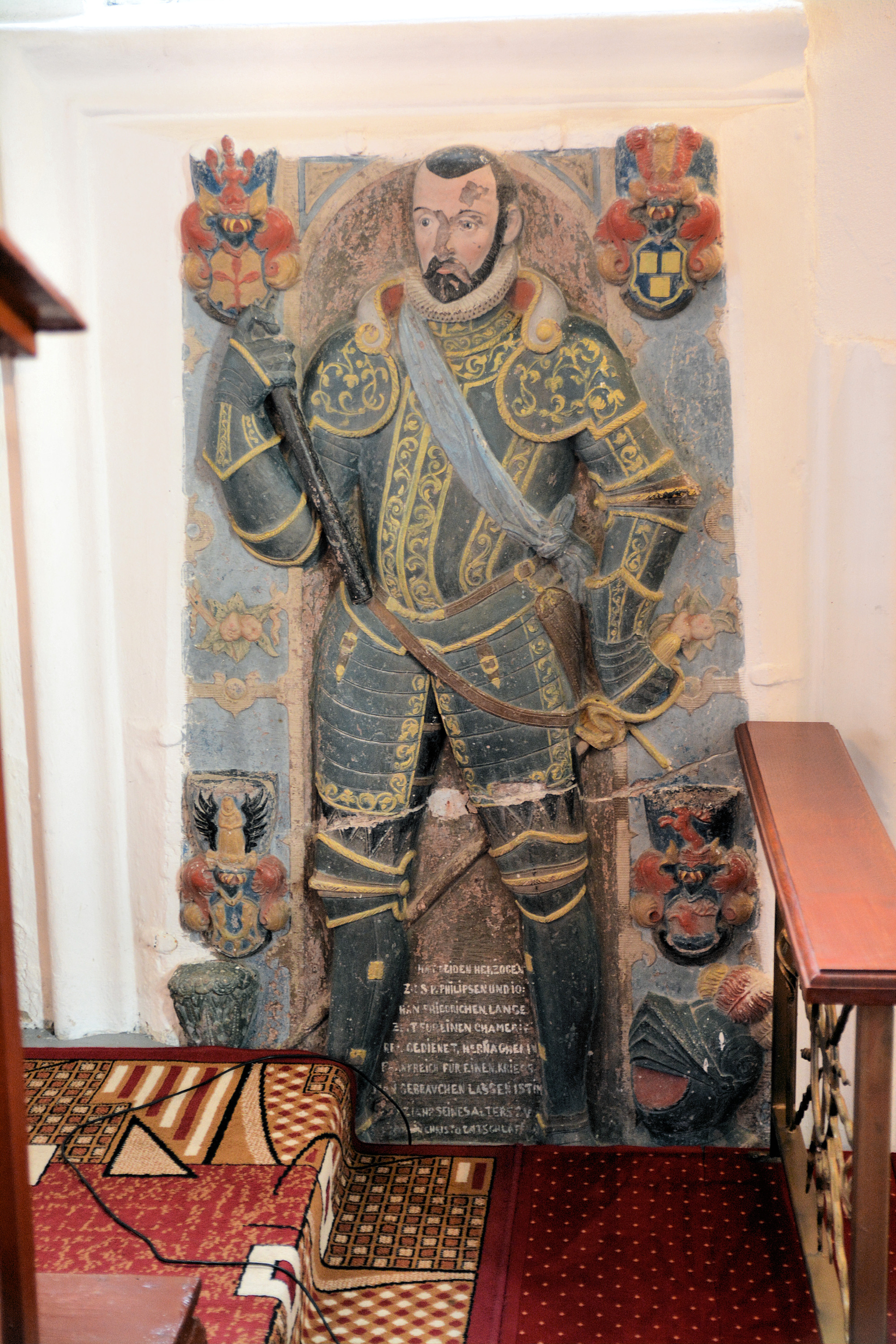
Płyta nagrobna rycerza Petera von Küssow z 1612 roku
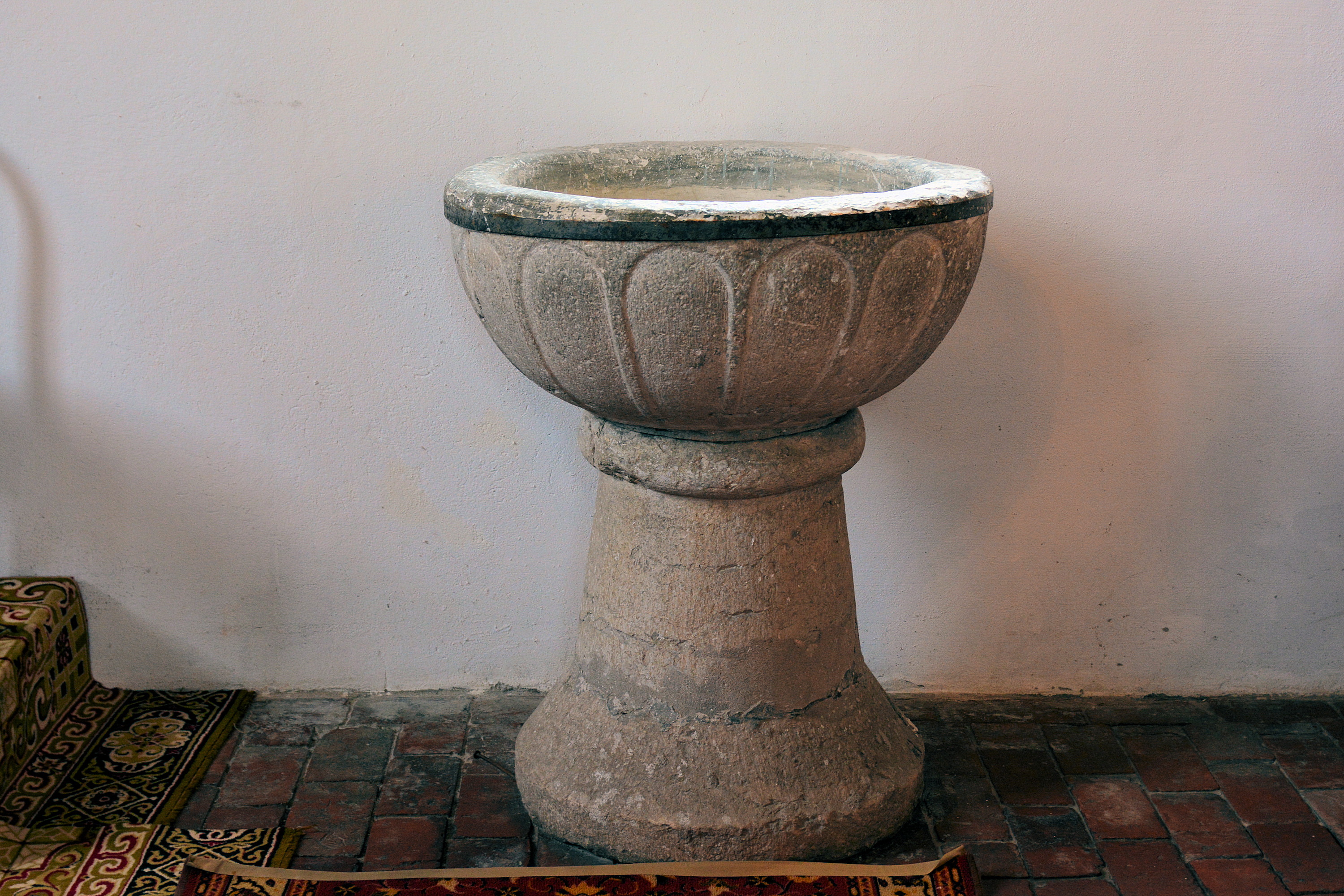
Romańska chrzcielnica
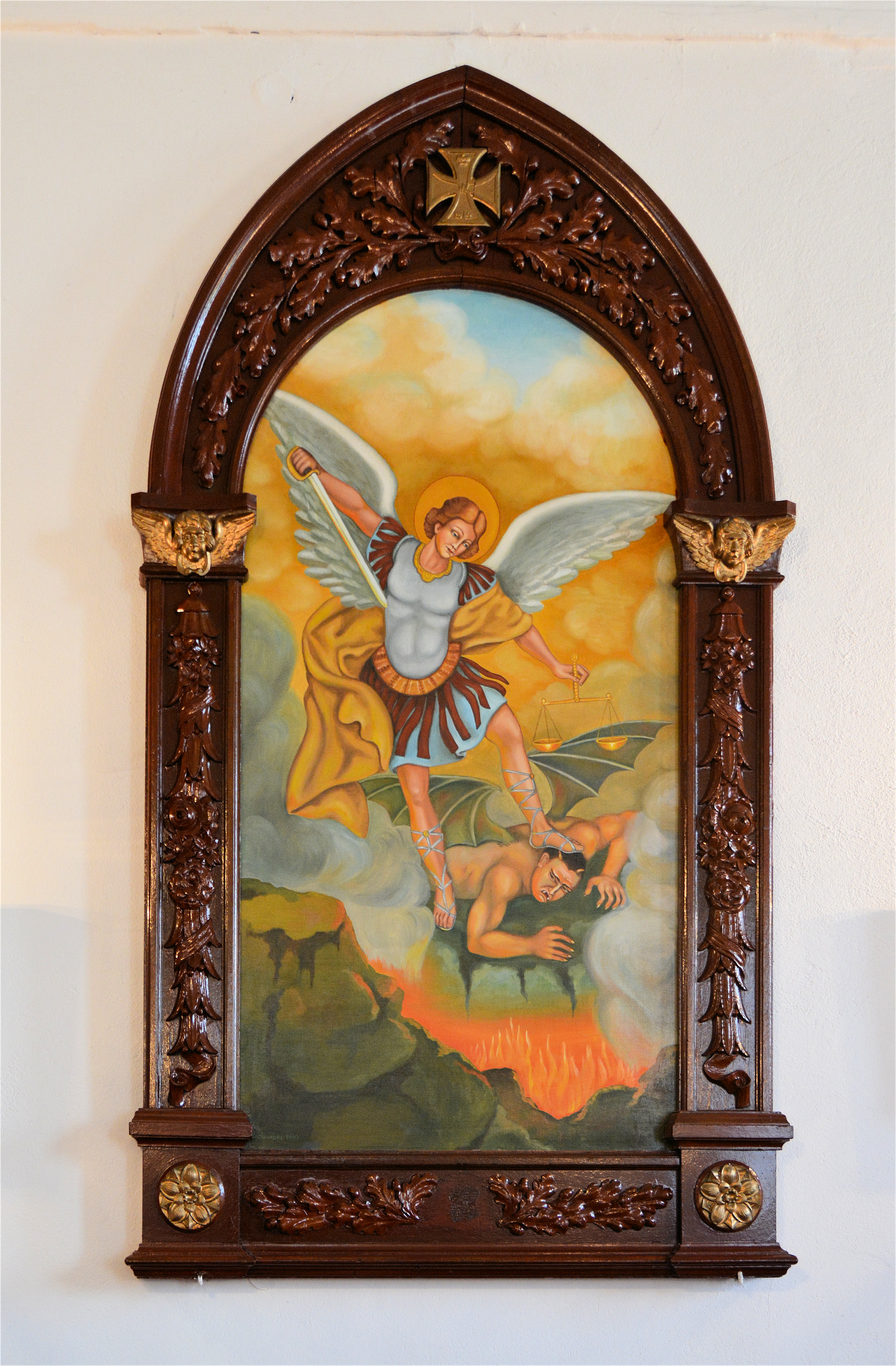
Obraz św. Michała Archanioła